# Dimpemekug
Dimpemekug è il dio scriba degli inferi ed è una divinità sumera malvagia soprannominato "scrittore degli inferi" perché scrive il nome delle anime dannate dell'inferno e quindi conosce ogni anima dannata. È comunque una divinità minore.